# Laadklep (vrachtauto)

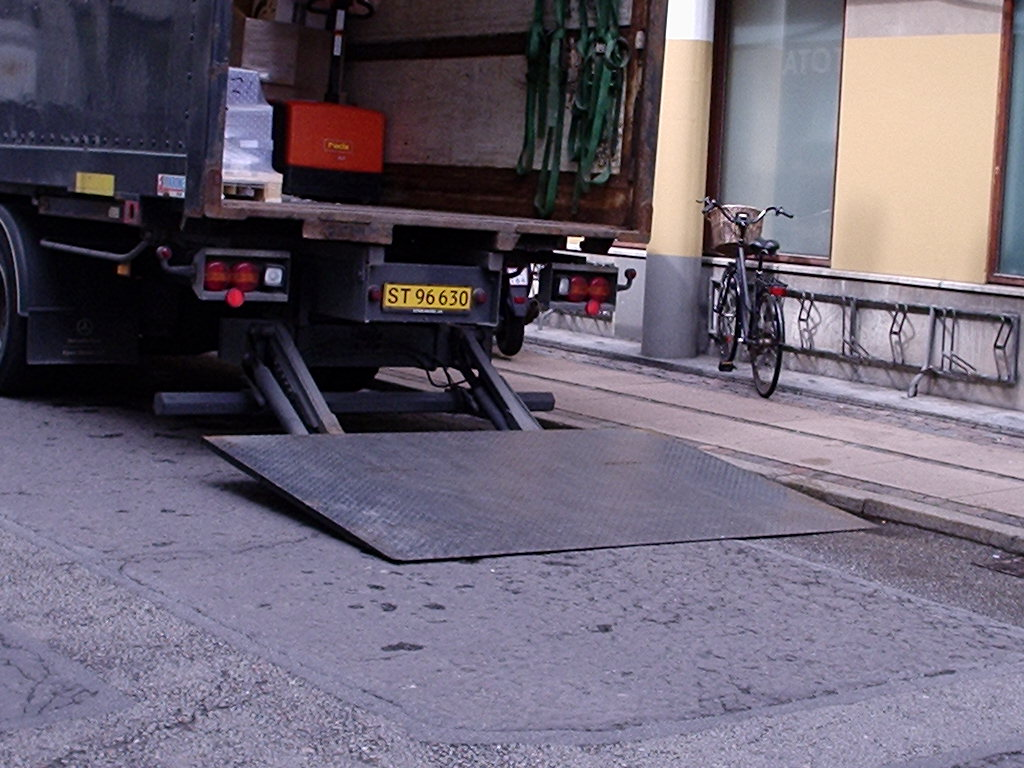
Laadklep op de grond. De rechthoekige balken hebben aan beide einden scharnieren. Ze dragen een deel van de last en dienen voor geleiding. De ronde buizen zijn hydraulische cilinders.

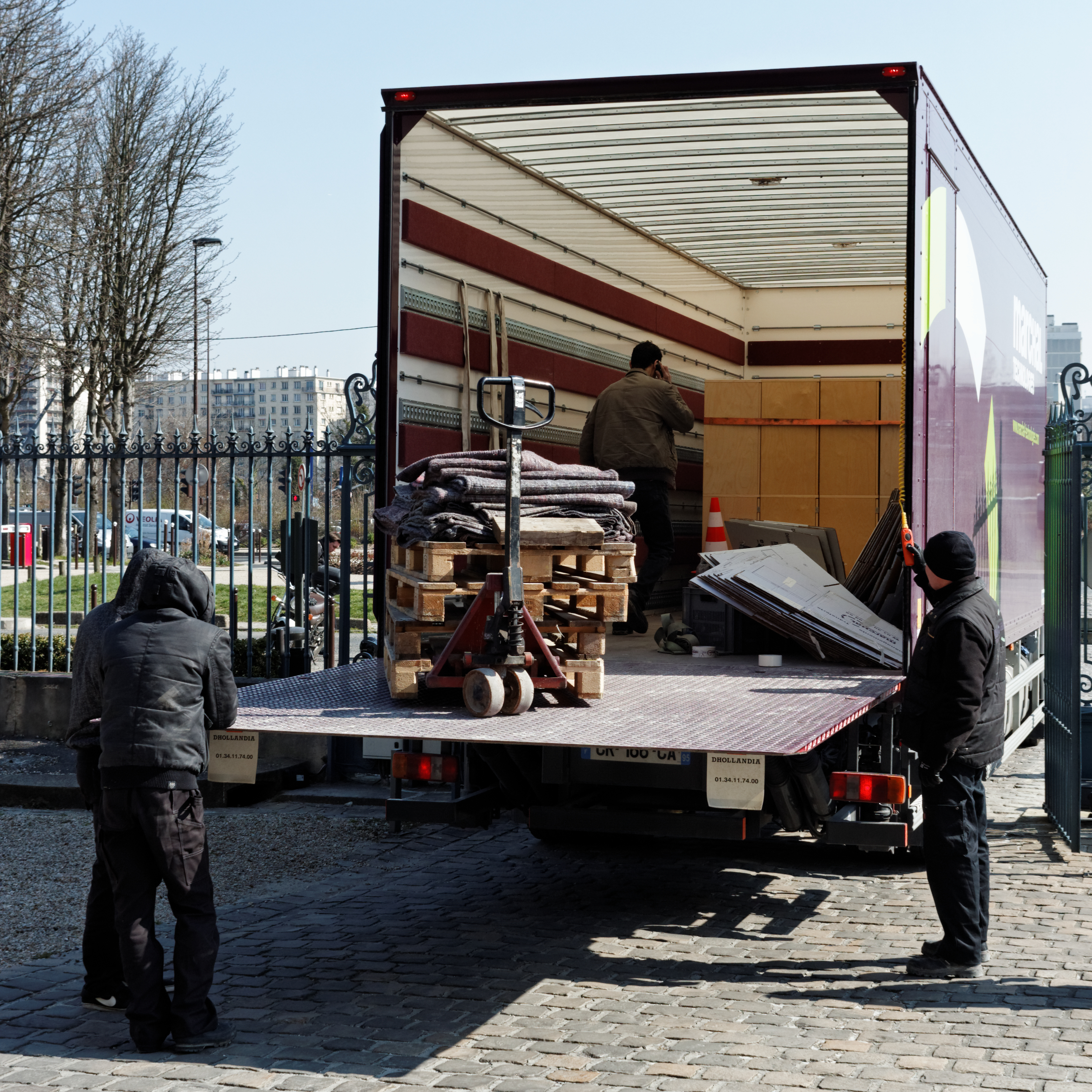
De laadklep in horizontale positie. Eronder hangen scharnierende reflectorschildjes, die achteropkomend verkeer waarschuwen.

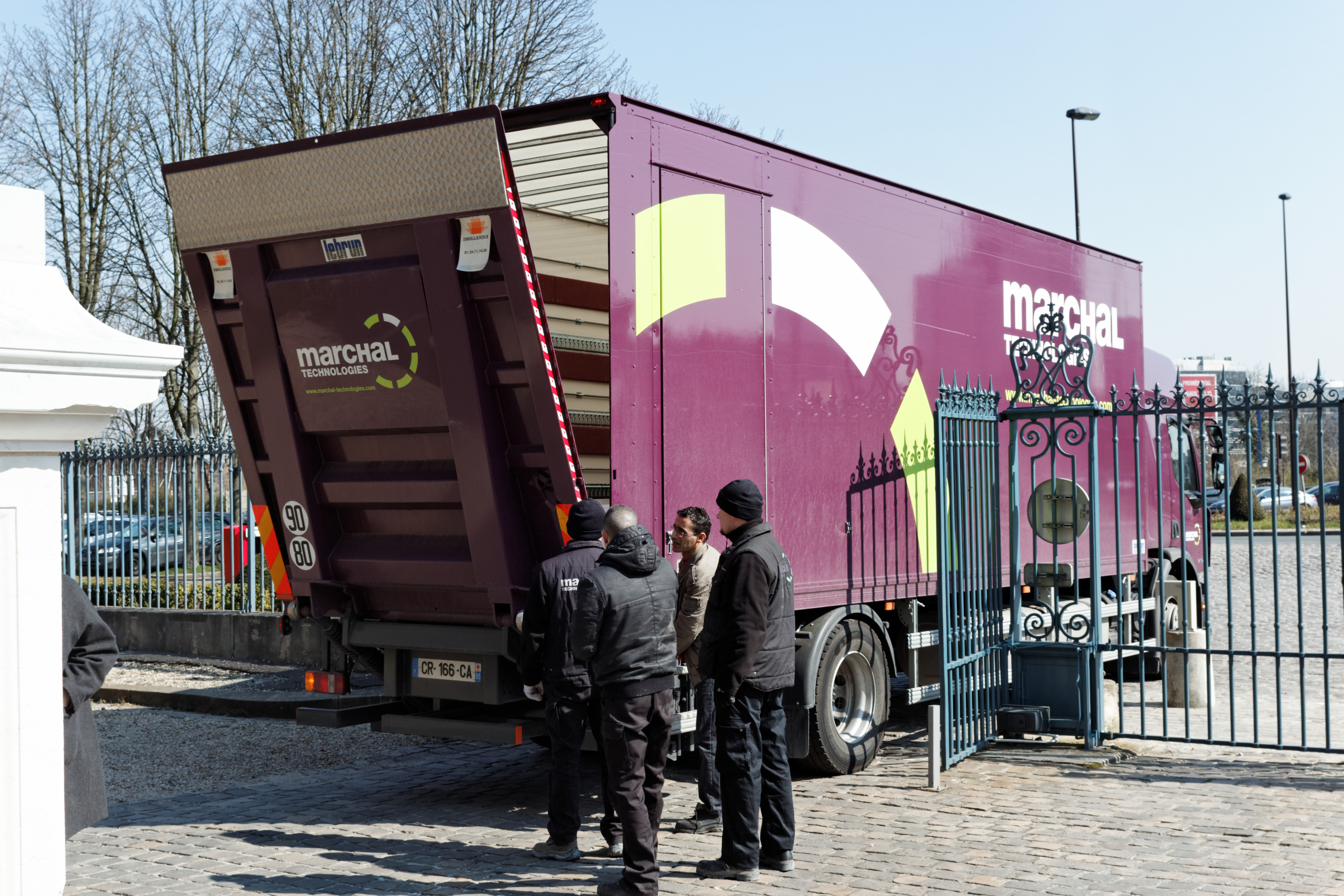
De laadklep wordt – in landen met rechtsrijdend verkeer – bediend via een knoppenpaneel rechtsachter, onder de laadbak.

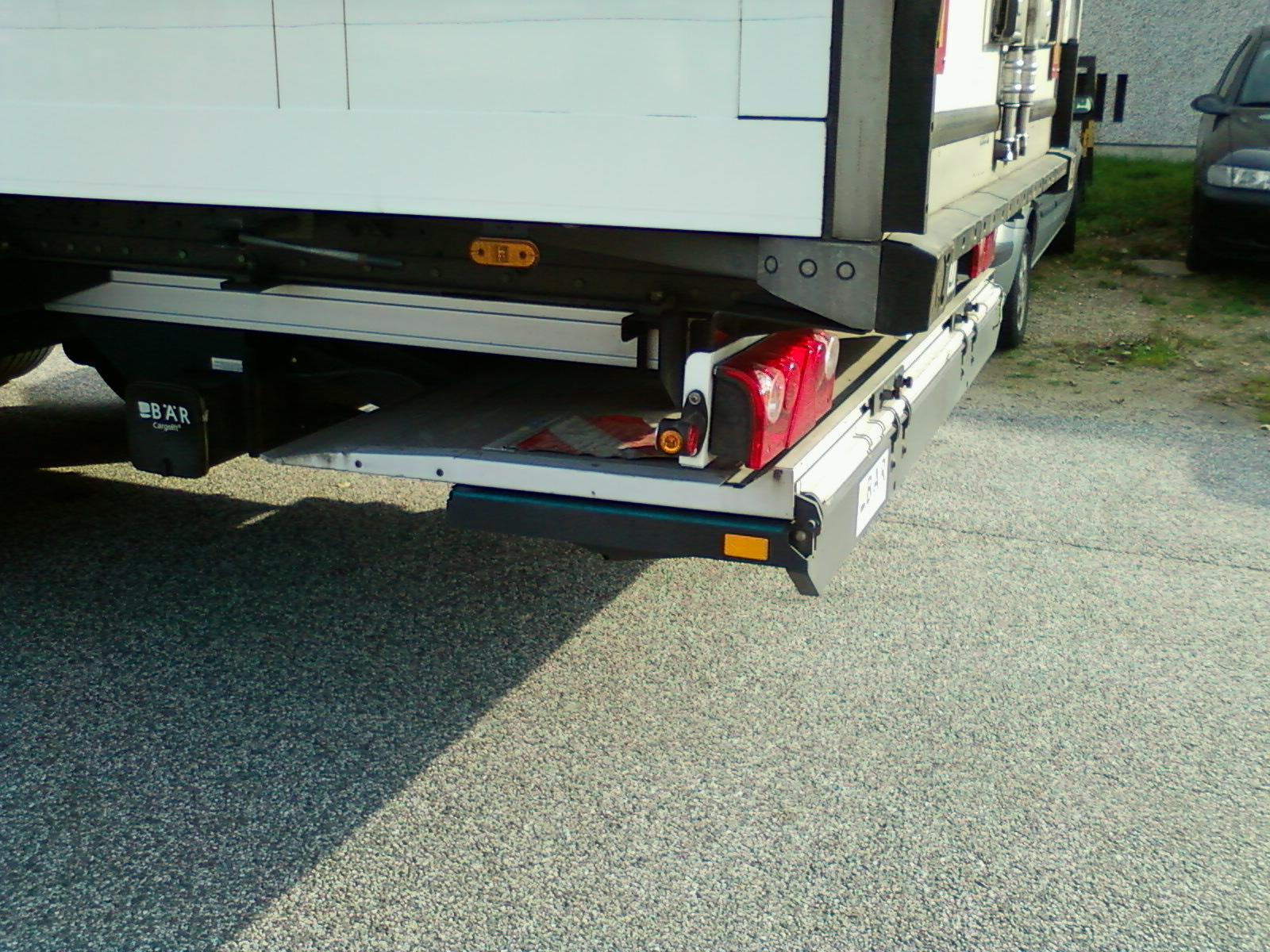
Een laadklep die onder de vrachtwagen gevouwen zit.

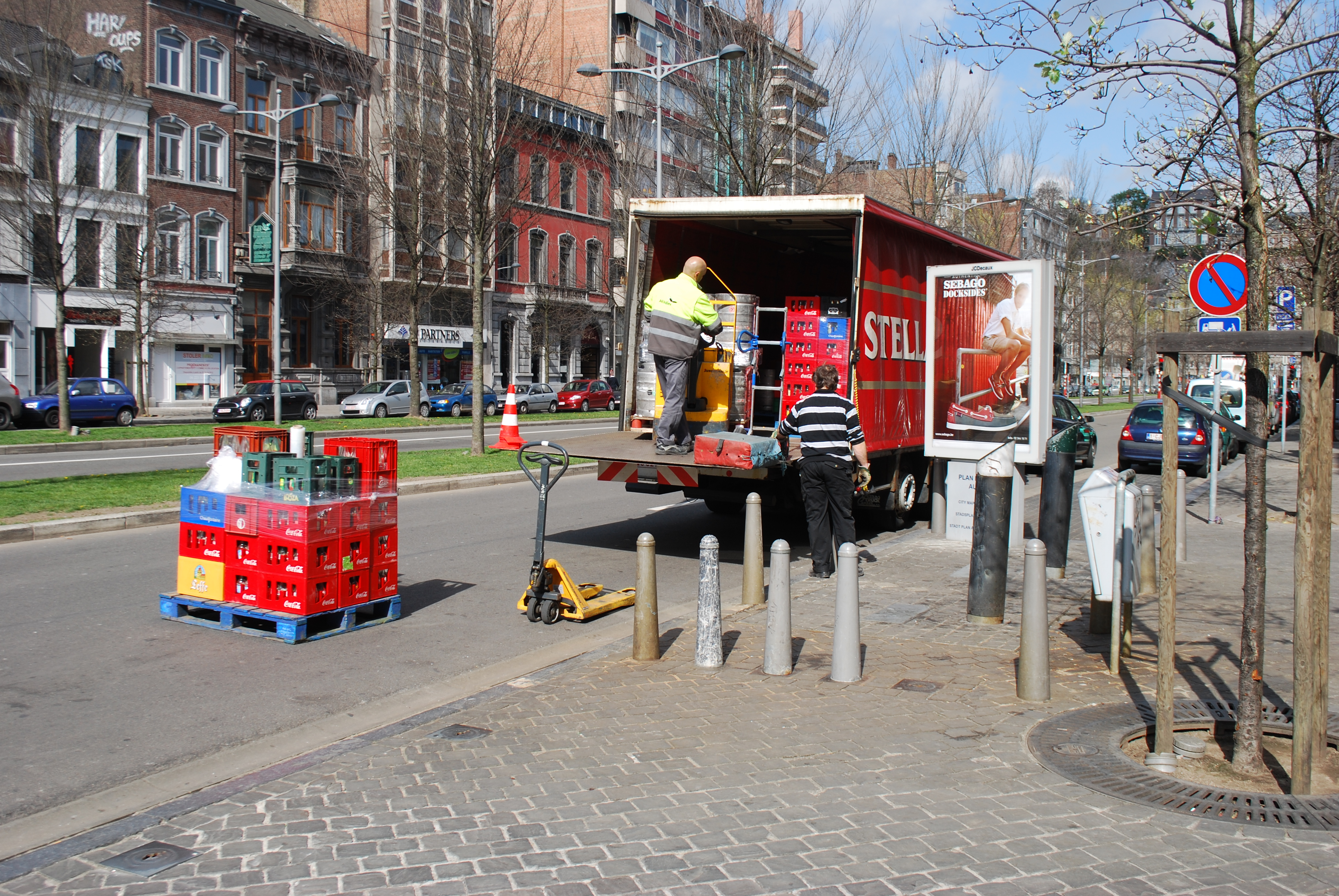
Logistiek in de praktijk: kratten in verschillende maten, omwikkeld met plasticfolie voor stabiliteit. Een pompwagen zorgt voor de belading.

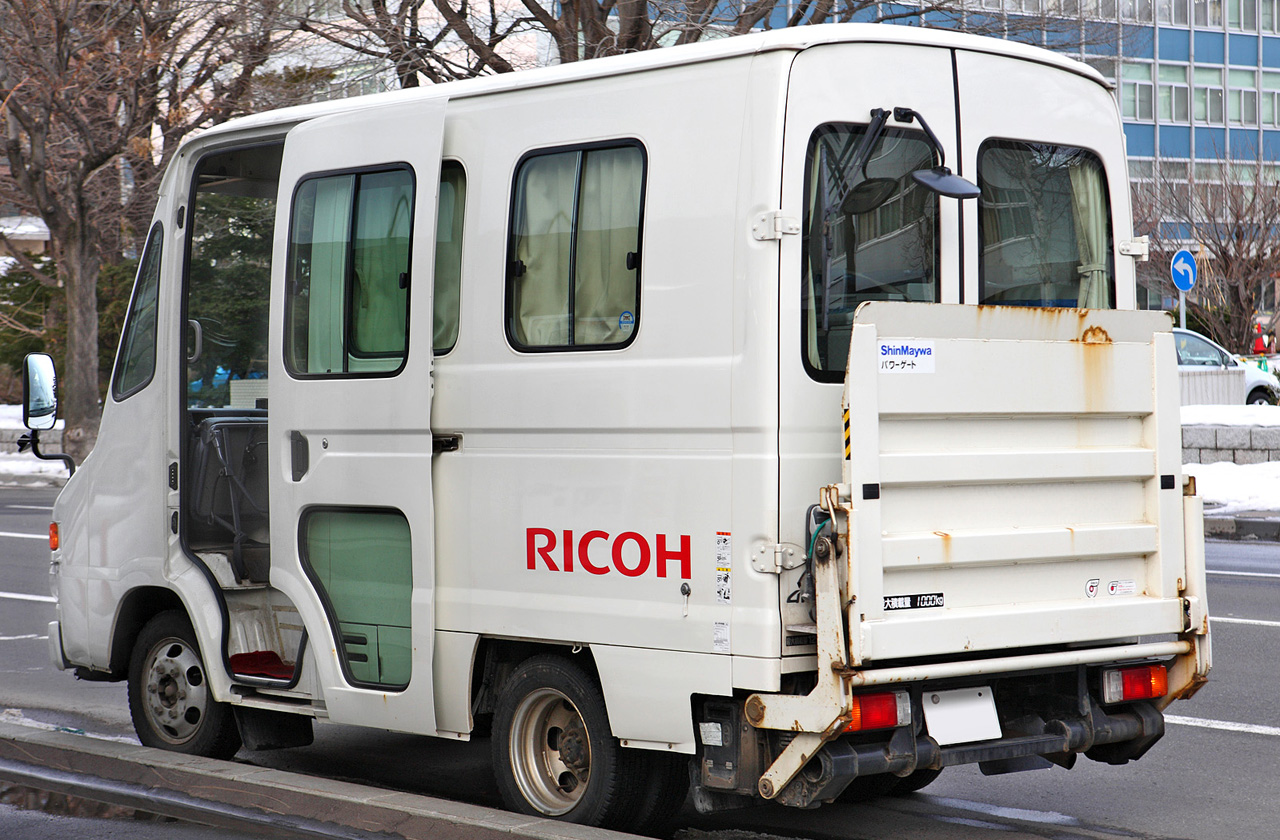
Een laadklep als rolstoellift

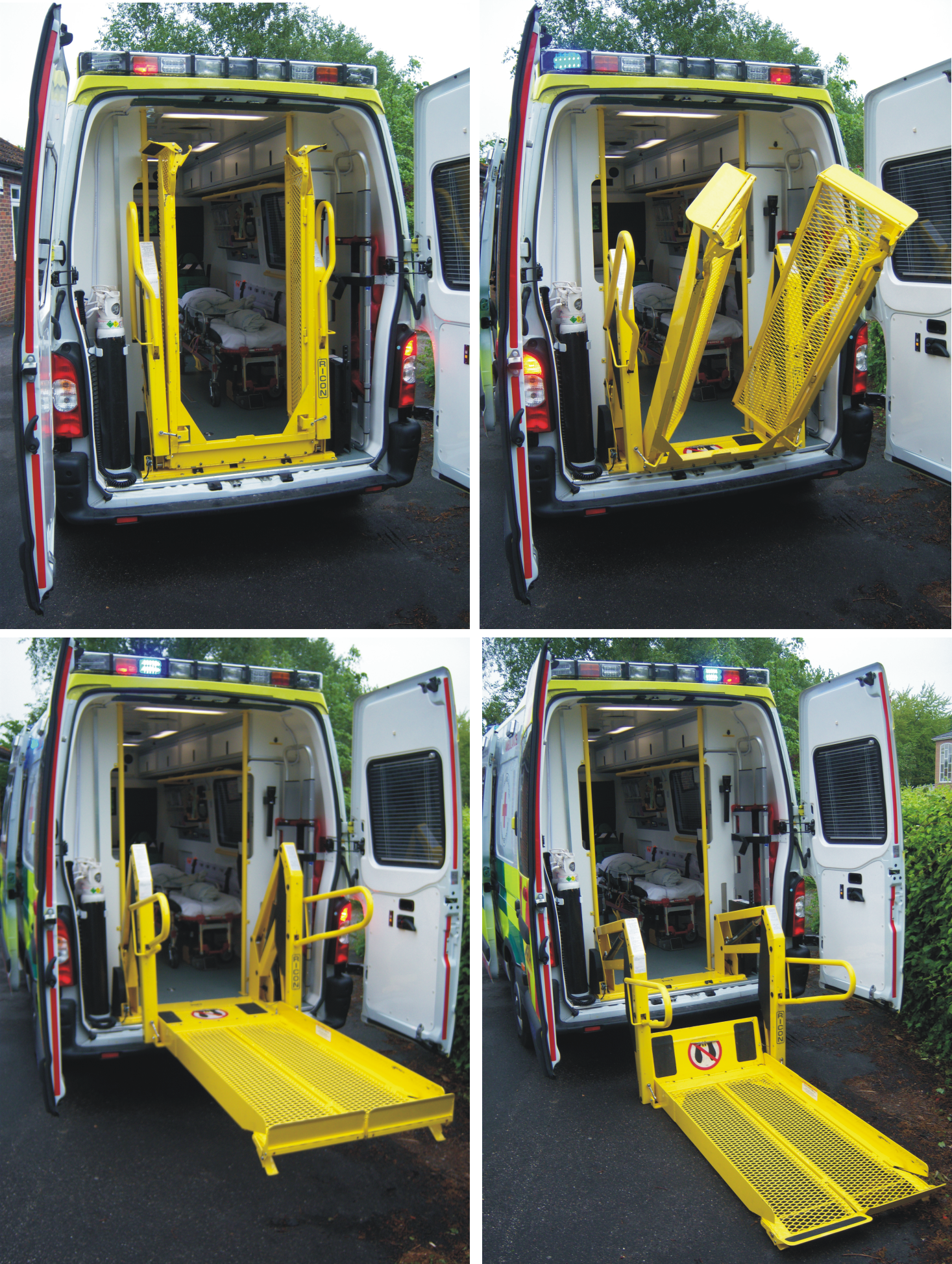
Opvouwbare laadklep voor brancards

Een laadklep is een beweegbaar platform om vrachtauto's of bestelauto's te beladen. Het platform is aan de achterzijde van het voertuig gemonteerd en wordt gewoonlijk elektrohydraulisch aangedreven. Bij het rijden is het plateau weggeklapt. Tijdens de belading beweegt het in horizontale positie in zijn geheel op en neer, zodat het als een soort liftplateau dient.
Het oudste systeem, waarbij de laadklep de achterkant van de wagen afdekt, is ontwikkeld in de jaren zestig en zeventig en is snel populair geworden. Vooral bij lichte distributie en bij gebruik van heftrucks en laadperrons heeft dit oudere systeem nadelen, zodat er laadkleppen ontwikkeld zijn die zich onder de wagen kunnen vouwen. Bijzondere uitvoeringen zijn er ook voor gehandicaptenvervoer en ambulances.
Laadkleppen zijn bijzonder gevaarlijk als ze onoplettend of ondeskundig gebruikt worden.

## Tijdens het rijden
Er zijn twee verschillende systemen voor het opbergen van de klep tijdens het rijden. Bij het oudste systeem staat de klep tijdens het rijden verticaal en sluit dan de laadruimte af. De klep wordt zo nodig vastgezet met een grendel, die met een slot geblokkeerd kan worden. Bij sommige vrachtwagens valt de laadklep over de achterdeuren heen, bij andere is de laadklep, eventueel samen met een bovenklepje, de enige afsluiting. Dit systeem heeft nogal wat nadelen. Om veiligheidsredenen werken laadkleppen vrij traag, dus het is niet mogelijk om snel iets uit de auto te pakken. Een andere groep nadelen treedt aan het licht in combinatie met heftrucks, die gewoonlijk te zwaar zijn om over de klep te mogen rijden:
- Heftrucks moeten om de klep heen manoeuvreren.
- Het is onmogelijk om met een heftruck lasten te beladen die te zwaar zijn voor de klep. De heftruck kan immers niet aanrijden tot aan de vrachtwagen.
- Een wagen met klassieke laadklep kan bij een laadperron niet beladen worden door heftrucks, die immers niet over de laadklep kunnen rijden.

De bezwaren met heftrucks zijn met improvisatie soms op te vangen en soms biedt een elektrische pallettruck uitkomst, maar de nadelen zijn daarmee niet weggenomen. Daarom is er in de jaren tachtig een systeem ontwikkeld waarbij de laadklep uit twee scharnierende delen bestaat, zodat hij klein genoeg is om onder de laadbak gevouwen te worden, achter de achteras. Dit systeem is wel zwaarder, ingewikkelder, duurder en kwetsbaarder dan het oudere systeem. In zware uitvoeringen worden opvouwbare laadkleppen dus alleen gebruikt als de auto zowel met heftrucks als met andere middelen beladen zal worden. In lichte uitvoering worden ze gebruikt als het nodig is om snel kleine zendingen te kunnen pakken, bijvoorbeeld in licht distributieverkeer en bij koeriersdiensten. Een deur in de zijkant van de vrachtwagen is daarvoor minder geschikt, omdat het vaak niet praktisch is om alle kleine en lichte pakketten bij de zijdeur te concentreren.

## Gebruik in de praktijk
Voor laden en lossen wordt de klep gewoonlijk horizontaal gedraaid, maar het systeem staat kleine afwijkingen van de horizontaal toe. Zo kan op verschillende omstandigheden ingespeeld worden, bijvoorbeeld als de wagen op een helling staat. In de min of meer horizontale positie kan de klep in zijn geheel recht naar beneden bewegen.
Het einde van de klep is dun en loopt taps toe, zodat pompwagens of rolcontainers er op kunnen rijden. Aan de andere kant van de klep zitten versterkingsbalken en het hydraulisch systeem, dus die kant is minstens 15 centimeter dik. Nadat de dikke kant de grond raakt, kantelt de klep dus verder, tot ook de dunne kant aan de grond komt. Sommige laadkleppen hebben aan het eind een lip van ongeveer dertig centimeter breed, die over een kleine hoek kan scharnieren. Omdat dit onderdeel vervangbaar is, kan het dunner uitgevoerd worden dan eendelige laadkleppen, wat prettig is voor de belader. Ook compenseert de scharnierende lip voor onregelmatigheden in de ondergrond. Het nadeel van deze lip is natuurlijk slijtage en kwetsbaarheid.
Omdat de laadklep in zijn laagste positie schuin staat, kunnen karren, rolcontainers en pompwagens wegrollen, dus veel laadkleppen hebben vangklepjes of vangnokken voor de wielen. Zijn die er niet, dan moet alles wat uit de wagen gerold wordt, een kwart draai maken om haaks op de richting van de auto gezet te worden, maar bij karren met zwenkwielen helpt dat weinig. Bovendien vraagt het draaien aandacht en inzicht en is het belastend voor het lichaam van de belader, die soms tientallen zware karren scherp moet draaien op een oppervlak van hooguit zes vierkante meter.

## Vervoer van zieken en gehandicapten
Laadkleppen voor personenvervoer stellen andere eisen dan die voor goederenvervoer. Ze zijn gewoonlijk lichter uitgevoerd, ook al omdat ze vaak aan lichte bestelwagens gemonteerd worden. Vanwege het gebruik in de woonomgeving wordt de karakteristieke hydraulische jank van het hydraulische systeem gedempt. Aan of bij de klep zitten ogen, haken of banden om de rolstoel of brancard vast te zetten.

## Gevaar

### Gevaren voor de belader
Een laadklep kan op veel manieren gevaar opleveren. Allereerst kan de belader van de klep vallen. Hierboven is al het gevaar van wegrollende karren en pompwagens genoemd, maar beknellingen bij het openen en sluiten komen ook voor. Om toezicht af te dwingen en zo het risico te verminderen, zit de bediening gewoonlijk aan de achterkant van de auto, vlak bij de klep. Bij bediening vanuit de vrachtwagencabine of gebruik van een afstandsbediening zijn extra veiligheidsmaatregelen nodig.

### Risico's voor derden
Een risico voor derden is, dat een horizontaal staande klep nauwelijks te zien voor achteropkomend verkeer. Laadkleppen hebben daarom vaak reflectors of lampjes, maar desondanks vinden er af en toe gruwelijke aanrijdingen plaats. Verder staat de laadklep soms net boven de grond, bijvoorbeeld vanwege een trottoirband of omdat de chauffeur behoefte heeft aan een opstapje. Wie de klep niet ziet en erover wegglijdt of struikelt, loopt een groot risico op een gebroken enkel of andere blessures. Verder is een laagstaande horizontale laadklep altijd een gevaar voor tweewielers: afhankelijk van de hoogte zijn aanrijdingen of wegglijden over de klep mogelijk.

## Historie
De laadklep werd in 1964 op de BedrijfsautoRAI als een nieuwtje gepresenteerd in het Polygoonjournaal, in een adem met de kantelcabine voor vrachtwagens en de autogordel. De tegenwoordig gebruikte hefsystemen zijn gebaseerd op het elektrohydraulische systeem dat in 1970 werd ontwikkeld door het Zweedse Hesselman Elhydraulik.